# Ховен, Роман Романович фон дер
Роман (Рейнгольд) Романович фон дер Ховен (нем. Reinhold von der Howen; 1812 ?—1881) — российский генерал-майор. Военный комендант крепости Баку (1852—1859).

## Биография
Представитель древнего прибалтийского дворянского рода Ховенов. Сын Романа Ивановича Ховена, генерал-майора, грузинского гражданского губернатора. Воспитывался в Благородном пансионе Императорского Царскосельского лицея.
В 1825 году окончил пансион и был выпущен офицером в армию. Участник кавказской войны, блестяще проявивший себя во время сражений на Кавказе. 21 апреля 1845 года произведён в подполковники.
С 1846 по 1849 год в чине подполковника Р. Р. Ховен служил в Эриванском Карабинерном полку.
Высочайшим указом от 26 ноября 1847 года подполковник Эриванского Карабинерного полка Роман Романович Ховен:
«Всемилостивейше пожалован, по удостоению Кавалерской Думы Военного ордена Св. Великомученика и Победоносца Георгия; кавалером сего ордена: за беспорочную выслугу в Офицерских чинах двадцать пять лет, орденом Святого Георгия четвёртой степени».
В 1849 году подполковник Р. Р. Ховен был назначен начальником хозяйственной части Управления Кавказских минеральных вод, в этой должности служил с 1849 по 1852 год.
6 декабря 1850 года произведен в полковники.
В 1852 году полковник переведен в Баку и назначен командиром Грузинского № 9 линейного батальона и военным комендантом Бакинской крепости. Кроме, линейного батальона, составляющего гарнизон крепости, в его ведении состояли артиллерийская гарнизонная рота и инженерная команда. Полковник Р. Р. Ховен командовал Грузинским линейным батальоном № 9 (с 1858 года — батальона № 31) и одновременно был военным комендантом Баку до 1859 года.
По его инициативе начались работы по благоустройству и озеленению города. Он очень хотел, чтобы город прикрыл «свою наготу зеленью». С целью улучшения почвы комендант Р. Р. Ховен обязал купцов, приезжающих морем из Ирана, в качестве особой пошлины доставлять несколько кубометров плодородной земли. Ховен использовал все возможности для озеленения Баку. Он сажал деревья не только местных пород (шелковица, маслины, виноградные), но и привозные — тополь, смоковница, акация, ракита, клещевина, кунжут, овощи и цветы.
Комендантом Баку оставался до 1859 года. В 1861 году вышел в отставку в чине генерал-майора.